# 성명회
성명회(聲明會)는 한국의 독립운동 단체이다. 한일합병 이후 연해주 한인들의 첫 번째 조직적 항일 독립운동이다.

## 설립
성명회는 블라디보스토크를 중심으로 한 연해주 일대의 한인들이 유인석·이상설·이범윤·이규풍(李奎豊) 등이 중심이 되어 1910년 8월 23일 신한촌(新韓村)의 한인학교에서 한인대회를 열어 조직한 것이다.
조직의 이름은 '저들의 죄를 성토하고 우리의 원통함을 밝힌다〔聲彼之罪明我之寃〕'를 뜻한다. 그들은 이러한 취지를 내외에 널리 알리고자 선언서를 발표하였다.

## 해체
그러나 일제가 러시아에 강력히 항의를 제기함과 동시에 성명회의 핵심인물들의 체포, 인도를 요구하였다. 러시아 당국은 이상설과 이범윤·김좌두(金佐斗)·이규풍 등 성명회와 13도의군의 간부 20여 명을 체포, 투옥하는 한편, 자국 내에서 한인의 정치활동을 일체 엄금하였다. 성명회는 러시아 당국의 탄압으로 더 이상 활동을 하지 못하고 1910년 9월 11일을 기하여 해체되고 말았다.

## 의의
1910년 8월 22일 한일합병이 문서 상 체결되자 바로 다음 날인 8월 23일 연해주에서 한인대회를 열어 일제를 상대로 한 전체 한인의 독립운동의 본격적인 시작을 알렸다는, 상징적 의미를 가진다. 또한 곧 이어서 성명회의 경험을 바탕으로 권업회가 설립되어 더욱 체계적이고 조직적인 활동을 시작하게 된다.

## 같이 보기
- 권업회

## 참고 자료
- 한민족독립운동사, '국사편찬위원회 한국사데이터베이스'